# قطط أولثار
«قطط أولثار» (بالإنجليزية: The Cats of Ulthar)‏ هي قصة قصيرة بقلم كاتب الخيال الأميركي هوارد فيليبس لافكرافت في يونيو 1920. وفي الحكاية، يتكلم راوي مجهول عن بداية قانون يحظر قتل القطط في مدينة تسمى أولثار. حيث تتكلم الحكاية عن زوجين مسنين يعيشان في المدينة ويستمتعان بالقبض على قطط أهالي البلدة وقتلها. تمر قافلة من الرحل عبر المدينة ومعهم يتيم يدعى مينيس، ويختفي القطيط الخاص باليتيم. يسمع مينيس بتصرفات الزوجين العنيفة تجاه القطط، فيلقي عليهم دعوة قبل مغادرته المدينة جعلت القطط في المنطقة تهاجم بيت القط القتلة وتلتهمهم. وقرر السياسيون المحليون إقرار قانون يحظر قتل القطط.
تأثرت الحكاية بأعمال لورد دونساني، كانت مفضلة شخصيا لدى لافكرافت وظلت شعبية منذ وفاته. وهي تعتبر إحدى أفضل القصص القصيرة من بدايات لافكرافت، وأعاد الكاتب استخدام جوانب من القصة في أعمال تالية مثل الآلهة الأخرى ورحلة الحلم لكاداث المجهول. وقد نشرت لأول مرة في المجلة الأدبية «تراي آوت» في نوفمبر 1920، وهي تقع الآن في إطار الملكية العامة.

## الملخص
يتحدث الراوي (لم تحدد هويته) حول قانون في بلدة أولثار يحظر قتل القطط، ويحدق الراوي بقطه الأليف، ويروي كيف أتى هذا القانون. تبدأ الحكاية بفلاح عجوز يستمتع هو وزوجته بصيد وقتل أي قط يدخل ارضهما. كان أهل المدينة يهابون الزوجين ويخشون التحدث معهما ومحاسبتهما على أفعالهما، لذلك يسعون لحماية حيواناتهم ومنعها من الاقتراب من منزل الفلاح. أتت قافلة من المسافرين من أرض بعيدة وعبرت القرية في إحدى الليالي. ورافقهم صبي يتيم يدعى مينيس فقد عائلته بسبب الطاعون، ولم يملك في الدنيا سوى هريرة صغيرة سوداء لتسليه. ضاعت هريرة مينيس في اليوم الثالث من إقامتهم ولم يعثر عليها، ثم سمع مينيس قصة الفلاح العجوز وزوجته وقرر أن ينتقم منهما.
بدأ مينيس بالتأمل قبل أن يتلو صلاة أثرت على شكل وحركة الغيوم في السماء. رحلت القافلة عن أولثار في تلك الليلة، وبعد وقت قصير لاحظ سكان البلدة أن جميع القطط قد اختفت. اشتبه سكان البلدة في كل من الزوجين والرجل، لكن أتال ابن صاحب النزل شاهد القطط الذين وهي تجتمع حول البت الزوجين. عادت القطط في صباح اليوم التالي إلى أصحابها وهي متخمة، ولكن لم يظهر أثر للفلاح وزوجته. ذهب سكان البلدة إلى منزلهم المهجور ليستطلعوا الأمر، واكتشفوا هيكلين عظميين ليس عليهما أي بقايا من اللحم. تناقش أعيان البلدة في الأمر، بعد مراجعة الأدلة وقصص الأهالي، تقرر وضع قانون يحظر قتل القطط في أولثار.

## الخلفية

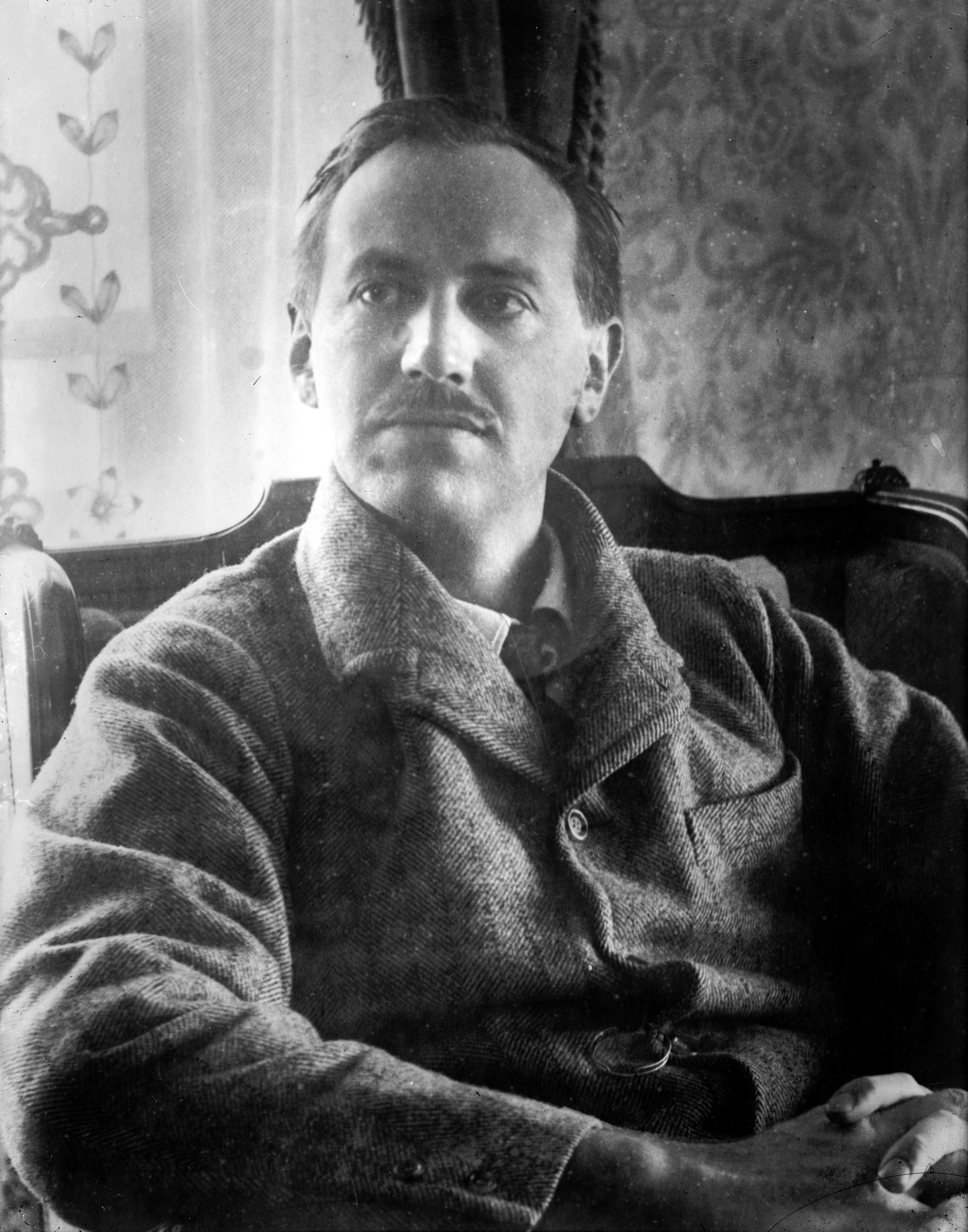
Lord إدوارد بلانكيت، البارون الثامن عشر دانسني (لورد دانسني)، ذكر أنه له تأثيرا كبيرا على هذه الحكاية وغيرها من أعمال لافكرافت

وضع لافكرافت مسودة القصة وأعطاها لصديقه راينهارت كلاينر في مايو 1920 وكتب القصة في 15 يونيو 1920، بعد خمسة أشهر من إكمال حكايته السابقة، الشيخ الرهيب. وقد تأثر لافكرافت في أعماله المبكرة بأعمال الكاتب الأنجلو-إيرلندي لورد دانسني وحاول محاكاة أسلوبه. من بين الجوانب الأدبية التي استعارها لافكرافت من دانسني هي «فكرة الانتقام» و «اللهجة المثقلة». يظهر تأثير دانسني واضحا على سطح النص أيضا: يظهر قوم رحل، يشابهون من ظهروا في قصة لافكرافت، في إحدى حكايات دانسني الأقدم بعنوان «أيام كسولة على نهر يان». تشترك شخصية مينيس في اسمه مع المؤسس الأسطوري لمدينة منف في مصر القديمة. كان المصريون القدماء يحبون القطط وجعلوا قتل أو إيذاء أي قط جريمة يعاقب عليها القانون.
كتب لافكرافت العديد من الحكايات قبل هذه القصة بأسلوب اللورد دانسني، بما في ذلك السفينة البيضاء، الشارع، الهلاك الذي حل على سارناث، الشيخ الرهيب، الشجرة. وقد اعتبرت قصته الدانسنية التالية، سيليفايس، من قبل الباحث اللافكرافتي سوناند جوشي بأنها «من أفضلها وأهمها». نشرت هذه القصة أول مرة في مجلة تراي آوت الأدبية في نوفمبر 1920،  وظهرت لاحقا في مجلة حكايات غريبة في فبراير 1926 و 1933، وأعيدت طباعتها في عدد خاص في ديسمبر 1935.

## الاستقبال والإرث
كانت هذه القصة مفضلة لدى لافكرافت، الذي كان من محبي القطط. ويعتبر عدد من النقاد المعاصرين، وكذلك لافكرافت نفسه،  أن القصة هي الأفضل بين حكاياته الدانسنية. وقد لاحظ نقاد آخرون أن القصة هي من أشهر حكايات لافكرافت التي تتبع الأدب الدانسني وأسلوب «الخيال الغريب». ومع ذلك، يرى الناقد الأدبي داريل شفايتزر أن القصة تشبه أعمال دانسني في «المزاج والأداء» فقط وأنها «لا تملك أي وجه تشابه واضح بين أي من قصص دانسني». ويصف شفايتزر النص بأنه «مقيَد»، ويلاحظ أن دانسني، على عكس لافكرافت، يفضل الكلاب ومن غير المرجح أن يكون لافكرافت قد كتب مستعينا بهذا الإلهام. ويزعم الباحث اللافكرافتي ساناند جوشي، أن «هذه القصة يظهر فيها أثر دانسني أكثر قصص لافكرافت الأخرى».
شخصية أتال، ابن النزل الذي شاهد قطط أولثار تحوم حول كوخ الأشرار، ظهرت لاحقا في قصة الآلهة الأخرى بقلم لافكرافت. كتبت هذه القصة القصيرة في أغسطس 1921 ونشرت لأول مرة في نوفمبر 1933، وفيها أصبح أتال بالغا، وكان متدربا لدى بارزاي الحكيم ويسافر معه للبحث عن الآلهة الأخرى في الأرض. يذكر ي القصة أيضا أن برزاي تكلم عن القانون الذي حرم قتل القطط في أولثار، مما يؤكد الصلة بين القصتين. يظهر أتال أيضا وهو كاهن في القصة الطويلة من رحلة الحلم لكاداث المجهول – كتبت في عام 1927 ولكن لم تنشر حتى عام 1943 – حيث يزور بطل الرواية راندولف كارتر المدينة بعد 300 عام من الأحداث في «قطط أولثار»، حيث لا تزال المدينة مأهولة بالقطط. ويتمكن كارتر لاحقا من استدعاء قطط أولثار لمساعدته. واستعان لافكرافت بالقطط بـ«طريقة أكثر ابتكارا» حسب رأي الباحث كاثرين روجرز  في قصة الجرذان في الجدران بقلم لافكرافت عام 1923. هنا، كما هو الحال في حكايات لافكرافت اللاحقة، تجسد القطط انجذاب الفرد إلى الرعب في حين «لا تقع في ظلام الرعب فتصبح مرعبة بنفسها»، على عكس الإنسان. دخل نص القصة في إطار الملكية العامة، مثل العديد من أعمال لافكرافت، ويمكن قراءتها في عدة مجموعات أعمال المؤلف وكذلك على شبكة الإنترنت.